# Johnson N. Camden junior

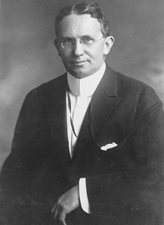
Johnson N. Camden

Johnson Newlon Camden Jr. (* 5. Januar 1865 in Parkersburg, West Virginia; † 16. August 1942 bei Paris, Kentucky) war ein US-amerikanischer Politiker (Demokratische Partei), der den Bundesstaat Kentucky im US-Senat vertrat.
Johnson Camden Jr. war der Sohn des gleichnamigen Johnson N. Camden, der zweimal für West Virginia dem US-Senat angehörte. Nach dem Besuch der Episcopal High School in Alexandria (Virginia) absolvierte er die Phillips Academy in Andover (Massachusetts), das Virginia Military Institute in Lexington und die Columbia Law School in New York City sowie die Law School der University of Virginia in Charlottesville. Er wurde 1888 in die Anwaltskammer aufgenommen, praktizierte aber niemals als Jurist. Stattdessen kehrte er nach Kentucky zurück und ließ sich 1890 auf der Spring Hill Farm nahe Versailles nieder, wo er sich als Landwirt und Pferdezüchter betätigte. Er fungierte auch einige Zeit als Präsident des Kentucky Jockey Club. Als Geschäftsmann war er an der Erschließung mehrerer Kohlenreviere im Osten Kentucky beteiligt.
Nach dem Tod von US-Senator William O’Connell Bradley am 23. Mai 1914 wurde der politisch unerfahrene Camden von Gouverneur James B. McCreary zu dessen Nachfolger ernannt. Er nahm sein Mandat im Kongress ab dem 16. Juni 1914 wahr und wurde am 3. November desselben Jahres von den Wählern für die verbleibende Amtszeit bis zum 3. März 1915 bestätigt. Bei der gleichzeitigen Wahl für die folgende Legislaturperiode trat er nicht an; diese gewann der ehemalige Gouverneur J. C. W. Beckham, ebenfalls ein Demokrat. Nach seinem Ausscheiden aus dem Senat zog sich Camden komplett aus der Politik zurück und ging wieder seiner Tätigkeit als Landwirt auf einer Farm nahe Paris im Bourbon County nach, wo er am 16. August 1942 starb. Er wurde in Frankfort beigesetzt.